# IX. bojna "Rafael vitez Boban"
Deveta bojna "Rafael vitez Boban" bila je jedinica Hrvatskih obrambenih snaga (HOS) tijekom Domovinskog rata u Hrvatskoj. Ime je dobila po Rafaelu Bobanu, ustaškom pukovniku i generalu Hrvatskih oružanih snaga iz Drugog svjetskog rata (1941. – 1945.). Djelovala je uglavnom u Dalmaciji, ali i u drugim dijelovima Republike Hrvatske, te u Hercegovini.

## Ratni put

### 1991.

#### Početci
Prva dragovoljačka jedinica HSP-a u Dalmaciji bila je dragovoljački vod sastavljen od dvadesetak članova Hrvatske stranke prava (HSP) iz Splita a utemeljena je 22. siječnja 1991. na čelu s Jozom Radanovićem, predsjednikom podružnice HSP-a u Splitu. Svi pripadnici voda su pristupili pričuvnom sastavu MUP-a, pri čemu su dobili oružje, streljivo, i policijske odore. Položili su prisegu i dobili iskaznice pričuvnog sastava  MUP-a RH.

#### Prvo ratno iskustvo
Svoje prvo borbeno djelovanje splitski HSP-ovci su imali već 25. siječnja 1991., kada se u Splitu očekivao vojni prevrat od strane Jugoslavenske narodne armije (JNA). Pripadnici dobrovoljačkog voda HSP-a pri MUP-u RH su tada, zajedno s drugim dragovoljcima i pripadnicima pričuvnog i djelatnog sastava MUP-a, bili raspoređeni u okviru osiguranja zgrade Policijske uprave u Splitu kao živi štit obrane u slučaju napada JNA.
Nedugo nakon toga, osnivač i zapovjednik voda Jozo Radanović je pozvan na razgovor u MUP Split, na kojem se govorilo o tobožnjim incidentima koje vrše pripadnici HOS-a; te da bi se splitski dragovoljački vod HSP-a u MUP-u RH trebao povući iz službe, kako je to stranačka vojska itd. Radanović je ljutito "zahvalio" što su mu gospoda iz MUP-a omogućili da bude živa meta JNA, te što ga sada razoružanog puštaju da i dalje bude meta. Radanović je napustio pričuvni sastav MUP-a te vratio oružje i uniformu dok je veći dio pripadnika dragovoljačkog voda HSP-a ostao. No splitski HSP je nastavio prikupljati dragovoljce i, ovisno o svojim mogućnostima, opremati ih i naoružavati za obranu Dalmacije od JNA.

#### Nastanak jedinice
Do srpnja 1991., splitski HSP je već okupio stotinjak dragovoljaca. Mnogi su odatle pristupali 4. brigadi ZNG-a RH ili policiji. Do kraja mjeseca, dragovoljaca HSP-a je već bilo 200-tinjak, tako da se mogla ustrojiti satnija HOS-a. Još od lipnja splitski HOS-ovci se vode kao samostalna satnija u sastavu 4. brigade ZNG-a kroz koju se i naoružavaju.
U srpnju 1991., dogovorom tadašnjeg ministra obrane Republike Slovenije Janeza Janše i zagrebačkog vodstva HSP-a na čelu s Dobroslavom Paragom i Antom Paradžikom, desetak pripadnika splitskog HOS-a je na čelu sa Željkom Mešinom upućeno u Sloveniju gdje su prošli specijalističku obuku Slovenske Teritorijalne obrane, čiji su pripadnici imali dragocjenog iskustva iz sukoba s JNA tijekom rata u Sloveniji.
Do listopada 1991. broj dragovoljaca u splitskom HOS-u je narastao na gotovo 500 pripadnika, pa postrojba dobiva status bojne i djeluje pri Četvrtoj brigadi ZNG-a kao samostalna izobrazbena postrojba.

#### Službeno ustrojavanje
Postrojba je službeno ustrojena kao bojna HOS-a 2. studenog 1991. po zapovjedi Dobroslava Parage (kao vrhovnog zapovjednika HOS-a) i Ante Đapića (kao vršitelja dužnosti načelnika Ratnog stožera HOS-a), pri čemu je dobila službeni naziv IX. bojna HOS-a, jer je bila deveta po redu u sastavu HOS-a. Istom zapovjedi Jozo Radanović dobio je čin bojnika i imenovan je zapovjednikom HOS-a za srednju Dalmaciju. Krajem studenog, jedan vod IX. bojne HOS-a, pod zapovjedništvom Ivana Perkušića "Barbe" odlazi kao pojačanje hrvatskim snagama u obrani Dubrovnika. Ostali vodovi IX. bojne služili su kao popuna ostalim postrojbama HV-a na području Dalmacije. Početkom prosinca 1991. Jozo Radanović je od strane vodstva HSP-a promaknut u dopukovnika HOS-a.

### Ukidanje i ponovno osnivanje
Nakon što je 13. siječnja 1992. Island priznao Hrvatsku, Jozo Radanović donosi odluku o ukidanju IX. bojne kao dragovoljačke postrojbe. 15. siječnja 1992. IX. bojna je rasformirana a najveći dio njezinih pripadnika se profesionalizira u Četvrtoj brigadi. Tu odluku vodstvo HSP-a nije prihvatilo. Nad preostalim dijelom HOS-a u Splitu zapovjedao je prvo Juro Jukić a zatim Ivan Vuletić, da bi na kraju 1. srpnja zapovjedanje preuzeo Marko Skejo, koji je okupio raštrkane vodove IX. bojne iz ostalih brigada. Time je IX. bojna "Rafael vitez Boban" ponovno ustrojena, ovaj put kao profesionalna postrojba u sastavu 114. brigade. Iako se svela na veličinu ojačane satnije, postrojba je pod svojim starim nazivom službeno ušla u sastav 114. brigade tijekom srpnja 1992. godine.

### 1992. – 1995.
Tijekom bitke za zadarsko zaleđe, IX. bojna bila je angažirana na čuvanju crte u dubrovačkom zaleđu. Krajem siječnja 1993., po zahtjevu brigadira Ante Gotovine, vodstvo 114. brigade uputilo je IX. bojnu u obranu zadarskog zaleđa tj. Škabrnje. 23 pripadnika postrojbe upučena su u Škabrnju, koju je tada branilo samo 12 pripadnika specijalne bojne Zrinski. Kada se postrojba okupila, Škabrnju je branilo nešto više od 80 pripadnika IX. bojne. 15. veljače vojnike je na položajima obišao predsjednik HSP-a Dobroslav Paraga. Krajem mjeseca pripadnici HOS-a izveli su diverzantsku akciju protiv srpskih postrojbi koje su napadale mjesto, kojima je zapovjedao Dragan Vasiljković, te uništili nekoliko minobacača, topova, i oklopnih transportera. Pripadnici HOS-a su ukupno 43 dana branili Škabrnju kada su konačno dobili smjenu.
Pukovnik Skejo je u listopadu 1994. godine postao zapovjednik 114. brigade, pa je zapovjednik IX. bojne HOS-a postao Mićo Ćuk. Bojna je sudjelovala u brojnim akcijama Hrvatske vojske u kojima je oslobađano okupirano hrvatsko područje, među njima i Zima '94. i Ljeto '95. Kraj rata bojna je dočekala na Južnom bojištu.
U svibnju 2014. u Splitu je podignuto spomen obilježje IX. bojni.

## Sastav
Većinu pripadnika IX. bojne HOS-a činili su Hrvati, ali 30 do 40% su bili bosanski muslimani. Bilo je i mnogo dobrovoljaca iz drugih europskih zemalja, od kojih je jedan od najpoznatijih bio Thomas Crowley "Irac". U sastavu IX. bojne HOS-a bilo je oko 60 stranaca, ponajviše Engleza i Francuza, te Iraca, Nijemaca, Španjolaca, Ukrajinaca, Nizozemaca, Francuza, Poljaka, Finaca, Šveđana, i Litavaca. Mnogi od njih su prethodno bili pripadnici profesionalnih vojnih postrojbi, francuske Legije stranaca, rodezijskog i britanskog SAS-a, francuskih padobranskih postrojbi, ili španjolske Legije stranaca.

## Vanjske poveznice
- IX. bojna HOS-a na Prkosu